# 아비스가
아비스가(포르투갈어: Dinastia de Avis)는 조아니나가(포르투갈어: Dinastia Joanina)로도 알려진 포르투갈의 두 번째 왕가이다. 포르투갈 공위시대는 1385년 코임브라의 코르테스가 아비스 기사수도회의 단장을 왕 주앙 1세로 선포하면서 막을 내렸다. 주앙은 페르루 1세와 도나 테레자 로렌수(포르투갈어: Dona Teresa Lourenço) 사이의 사생아였기에, 보르고냐가 또는 아폰수가의 마지막 군주인 페르난두 1세의 배다른 형제였다. 아비스가는 1580년 포르투갈 왕위 계승 위기로 포르투갈의 왕위를 상속한 스페인의 펠리페 2세때까지 통치를 계속했다.
주앙 1세의 후손들이 아비스 기사단장이였지만, 단장 지위를 주앙 1세의 후손 중 한 명과 또다른 이에게 포르투갈 왕위를 넘겨주는 경우도 있었다. 아비스 기사단장 직은 1551년 아비스 왕가의 통치가 막을 내릴때까지 포르투갈 왕위에 영구적으로 귀속되어 있었다.

## 역사
보르고냐가의 1383년 페르난두 1세의 죽음에 따른 왕가의 위기 결과로 설립되었다. 페르난두의 미망인 레오노르 텔르스는 그의 첫 번째 남편을 져버리고 페드루와 혼인하기 위해 결혼을 무효화시켜버렸기에 귀족과 평민들 양측에게 미움을 받고 있었다. 페르난두가 지정한 후계자는 그들의 유일한 자녀이자 후안 1세와 혼인한 베아트리스뿐이였고, 그녀의 남편은 아내를 통해 왕위를 주장하여 베아트리스와 후안의 혼인을 배경으로 했던 살바테라 조약으로, 베아트리스와 후안의 아들이 14세가 될때까지 인기가 없었던 레오노르가 섭정으로서 남게 되었다.
1385년 4월에 민중 반란과 내전이 발발한 가운데, 코임브라 코르테스는 아비스 기사단장 주앙을 포르투갈의 국왕으로 선언하였다. 그는 페르난두 1세의 이복 형제이자 페르난두의 아버지이자 전임자 페드루 1세의 친아들이였다. 그는 반란을 일으킨 리스보아의 중산층들의 지지를 받은 반면, 귀족들은 나뉘었고, 대부분은 베아트리스를 따르는 정통주의자들이였다. 누누 알바르스 페레이라 장군 휘하의 군대가 발베르데에서 전염병이 퍼져있던 소규모 카스티야 군대를 격퇴시켜냈다. 그러나 이에 대한 결과로 카스티야군과 베아트리스, 후안에게 충성하는 포르투갈 군대의 대규모 침공이 이따랐다.
아비스가의 주앙 1세의 통치는 1385년 8월 14일 알주바로타 전투에서 후안 1세를 무찌르고 승리를 거두며 이뤄졌다. 포르투갈과 카스티야 사이의 공식적인 평화 협정은 1411년까지 이뤄지지 않았다.
그의 승리를 기념하여, 주앙은 "바탈랴 수도원"(전투의 수도원)이라고도 알려진 산타 마리아 다 비토리아 수도원을 세웠으며, 이 수도원은 아비스 왕가의 일원들의 매장소가 되었다.
아비스가는 펠리페 2세가 알바 공작을 하여금 군대로 포르투갈을 장악한 이후, 포르투갈이 합병된 1580년까지 통치를 계속했다. 토마르의 코르테스는 스페인의 군사적 개입 이후인 1581년 4월 16일에 펠리페 2세를 포르투갈의 국왕 필리피 1세로 인정하였다. 1581년부터 아비스 가는 포르투갈의 내륙 지역 어느 곳에서도 통치가 중단되었고, 크라투 수도원장 안토니우는 포르투갈의 국왕 안토니우 1세로서 아조레스 제도에서 저항했으며, 섬의 남아있던 마지막 그의 동맹군들은 결국에는 1583년에 항복했다.
아비스가 시기의 포르투갈의 역사는 유럽과 세계적 강대국 지위로 포르투갈의 부흥기로 본다. 1415년의 세우타 정복은 식민지 확장의 첫 시도였으며, 아프리카, 아시아, 브라질 탐사에 대한 국가적 에너지 및 자본 투자가 크게 늘어남에 따라 상업적으로 자원을 개발하는 식민지가 세워졌다. 이 시기는 또한 포르투갈 제국의 절정기인 마누엘 1세의 통치 기간과 주앙 3세의 통치 기간에 쇠퇴의 시작도 포함된다.
주앙 3세는 알카세르퀴비르 전투에서 24세의 나이에 자식 없이 사망하게 되는 그의 손자 세바스티앙에게 1557년 왕위를 물려주었다. 세바스티앙은 66세의 나이에 추기경이자 자식이 없었던 그의 숙부 엔히크에게 왕위가 넘겨주었다. 추기경 출신 왕인 엔히크는 2년 뒤에 사망하여, 왕위 계승 위기는 브라간사 여공작 카타리나, 스페인의 군주 펠리페 2세, 크라투 수도원장 안토니우들이 상속권을 주장하며, 왕위 주장자들을 발생시켰다.
크라투 수도원장 안토니우는 펠리페 2세가 포르투갈을 침입하여 알칸타라 전투에서 안토니우의 지지자들을 패배시키기 20일전, 1580년 몇몇 도시에서 왕으로 칭송 받았다. 안토니우는 포르투갈의 군주로 선포되었지만, 1583년까지 일부 아조레스 제도에서의 정당한 국왕으로 여겨졌을 뿐이였고, 군주로서 그의 정통성은 역사가들에 의해 논란이 되고 있다. 극소수의 역사가들(포르투갈에서 조차도)만이 안토니우의 즉위와 알칸타라 전투 사이의 20일을 그의 통치 기간으로 인정할 뿐이다. 포르투갈에서 그는 보통 국왕으로서 여겨지지 않으며, 펠리페의 지배에 맞서 저항한 애국자로 여겨진다.
조아킹 베리시무 세항(Joaquim Veríssimo Serrão)은 1956년 저작물에서 안토니우를 왕으로서 포함시키며, 아비스 가의 포르투갈 통치가 1581-1582년에 끝난 것으로 기록했다. 토마르의 코르테스는 1581년에 펠리페 2세를 포르투갈의 왕 필리피 1세로서 선포했고, 안토니우의 군대는 1582년 7월 26일 아소르스 제도의 상미겔섬에서 벌어진 폰타델가다 전투에서 알바로 데 바산에게 완패하였다. 그후 안토니우는 테르세이라섬으로 후퇴하여, 방어를 위해 징집군들을 모집하였고, 그는 11월에 더 많은 지원군을 얻기 위해 앙그라두에로이즈무를 떠나 프랑스로 향하였고, 1583년 6월에 800여명이 도착했다. 펠리페는 6월 23일 리스보아에서 압도적인 병력과 함께 산타 크루스를 파견시켰고, 7월 7일 상미겔에 도달하며, 아소르스의 종속이 완료되었다.
아비스가는 펠리페 2세의 포르투갈과 스페인 왕위의 동군 연합에 의해 포르투갈을 넘겨주고 말았다. 포르투갈 역사에서 이 시기를 필리피 왕조, 합스부르크 가 또는 오스트리아 가 시대라고 여긴다. 포르투갈과 스페인은 브라간사 공작이 주앙 4세로서 선포되기까지 공통의 군주를 공유했다.

## 아비스베자
마누엘 1세에게서 내려온 아비스베자 가(Aviz-Beja)라는 용어는 믿을만한 사료에서 가끔식 사용된다. 이 용어는 A. H. 드 올리베이라 마르케스의 두 권으로 된 《História de Portugal》의 가계도에서 나타났으며, 이 역사가는 아비스 가문을 두 개의 분리된 형태로서  제시했다. 그는 주앙 1세에서 마누엘 1세에게로 가는 혈통을 "아비스 가"로 분류했고, 그후에 그는 그저 구별과 읽는 것을 쉽게 하기 위해서 마누엘 1세에서 안토니우로 전해지는 가계를 아비스베자 가라고 불렀다.

## 군주

### 포르투갈
| 명칭         | 별명                                | 제위 기간   | 관계                                                       |
| ------------ | ----------------------------------- | ----------- | ---------------------------------------------------------- |
| 주앙 1세     | 선량왕 또는 The One of Happy Memory | 1385–1433   | 페드루 1세의 사생아자이자, 페르난두 1세의 이복형제         |
| 두아르트 1세 | 철학왕 또는 웅변왕                  | 1433–1438   | 주앙 1세의 아들                                            |
| 아폰수 5세   | 아프리카의 정복자                   | 1438–1481   | 두아르트 1세의 아들                                        |
| 주앙 2세     | 완벽왕                              | 1481–1495   | 아폰수 5세의 아들                                          |
| 마누엘 1세   | 행운왕                              | 1495–1521   | 두아르트 2세의 손자이자 주앙 2세의 조카                    |
| 주앙 3세     | 경건왕                              | 1521–1557   | 마누엘 1세의 아들                                          |
| 세바스티앙   | 갈망왕                              | 1557–1578   | 주앙 3세의 손자이자, 포르투갈의 인판테 주앙 마누엘의 아들  |
| 엔히크       | 순결왕                              | 1578–1580   | 마누엘 1세의 아들이자, 주앙 3세의 남동생                   |
| 안토니우     | 단호왕                              | 1580 (폐위) | 마누엘 1세의 손자이자, 베자 공작 루이스 드 포르투갈의 아들 |

## 문장
| 문장 | 작위            | 소유 기간 |
| ---- | --------------- | --------- |
|      | 포르투갈의 군주 | 1385–1580 |
|      | 알가르브의 군주 | 1385–1580 |
|      | 기니의 영주     | 1485–1580 |
|      | 세우타의 영주   | 1415–1471 |